# Upplands runinskrifter Fv1973;198B
Upplands runinskrifter Fv1973;198B är ett vikingatida runstensfragment av röd sandsten i Uppsala, kv. Rådhuset 2-3, Uppsala och Uppsala kommun. Ristningen är rent ornamental. Fragmentet är 36 x 20 x 6 centimeter stort.